# Biointegración
El concepto de biointegración, hace referencia al tipo de unión que se produce entre el hueso maxilar y el implante dental cerámico. Es una unión química producida a través de una capa que se forma entre la superficie del hueso y la superficie del implante. Esta capa está constituida por compuestos químicos procedentes de implantes y superficies óseas dando lugar a una unión más rápida e intensa que la conseguida con la osteointegración.

La hidroxiapatita, es un material bioactivo para el tejido óseo debido a que es la fase mineral del hueso. Este material causa reacciones tisulares favorables que permiten el establecimiento de enlaces químicos directos con el hueso, ya que las células “reconocen” la hidroxiapatita como un material biológicamente no ajeno, y esto lleva a la unión química entre ella y el tejido óseo.  

Además de la hidroxiapatita, se emplean otros materiales cerámicos que permiten la biointegración, como puede ser el óxido de aluminio monocristalino.

## Inconvenientes
El principal inconveniente del empleo de materiales cerámicos son sus propiedades mecánicas, ya que resultan excesivamente frágiles. Por esta razón, en implantología dental, sólo se suele emplear como recubrimiento sobre el titanio. De esta manera, se combina la bioactividad de la hidroxiapatita con las excelentes propiedades mecánicas del Ti.
Con los implantes de óxido de zirconio (Zirconia Implants) hoy en día la mecánica es comparable a los de titanio. Cuando se trata de un implante de zirconio mono-bloque, es decir, el implante y el pilar protésico unidos, la resistencia es muy elevada.
Los implantes de zirconio se empezaron a colocar a principios del año 2000 y se observa que los niveles óseos alrededor de estos implantes se mantiene intacto a lo largo del tiempo debido a la ausencia de conexión protésica (presente en los de Titanio) que elimina la acumulación de bacterias sub-gingivales.